# Rugby Mogliano 2016-2017

## Rosa
Fonte rosa e statistiche giocatori: It's Rugby

## Eccellenza 2016-17

### Stagione regolare
| Incontro                 | Andata | Ritorno |
| ------------------------ | ------ | ------- |
| San Donà — Mogliano      | 23-20  | 13-25   |
| Mogliano — Reggio Emilia | 29-27  | 22-11   |
| Calvisano — Mogliano     | 24-0   | 5-10    |
| Mogliano — S.S. Lazio    | 33-26  | 12-27   |
| Mogliano — Lyons         | 18-8   | 19-16   |
| Viadana — Mogliano       | 30-16  | 24-14   |
| Mogliano — Rovigo        | 16-34  | 5-33    |
| Petrarca — Mogliano      | 38-0   | 53-17   |
| Mogliano — Fiamme Oro    | 12-23  | 20-68   |

#### Risultati della stagione regolare
| Posizione | G  | V | N | P  | PF  | PS  | DP   | B | Pt |
| --------- | -- | - | - | -- | --- | --- | ---- | - | -- |
| 8ª        | 18 | 7 | 0 | 11 | 287 | 483 | -196 | 3 | 31 |

## European Rugby Continental Shield 2016-17

### Prima fase

#### Gruppo B
| Incontro               | Risultato |
| ---------------------- | --------- |
| Krasnyj Jar — Mogliano | 48-24     |
| Petrarca — Mogliano    | 31-22     |
| Mogliano — Calvisano   | 35-26     |
| Mogliano — Dendermonde | 48-17     |

#### Risultati del gruppo B
| Posizione | G | V | N | P | PF  | PS  | DP | B | Pt |
| --------- | - | - | - | - | --- | --- | -- | - | -- |
| 1ª        | 4 | 2 | 0 | 2 | 129 | 124 | +5 | 4 | 12 |

### Fase finale
| Turno | Incontro              | Andata | Ritorno |
| ----- | --------------------- | ------ | ------- |
| SF    | Mogliano — Enisej-STM | 0-46   | 51-7    |